# Инаугурация Глории Макапагал-Арройо (2004)
Вторая инаугурация Глории Макапагал-Арройо в качестве 14-го Президента Республики Филиппины состоялась 30 июня 2004 года, которая ознаменовала начало второго срока (и полного шестилетнего срока) Глории Макапагал-Арройо на посту президента Филиппин и единственный шестилетний срок Ноли де Кастро на посту вице-президента страны.
Присягу принял председатель Верховного суда Филиппин Иларио Давиде-младший. Перед этим Арройо произнесла свою инаугурационную речь на Трибуне Кирино в Маниле.

## Обзор
Инаугурация официально завершила переход Глории Макапагал-Арройо на должность президента, который начался, когда Арройо выиграла президентские выборы на Филиппинах в 2004 году. Арройо приняла свою первую присягу в храме ЭДСА после Второй народной революции в соответствии с Конституцией, когда Джозеф Эстрада ушёл в отставку. Новый президент должна была завершить ещё не завершённый срок Эстрады.
В нарушение традиции она решила сначала произнести свою инаугурационную речь на Трибуне Квирино в Маниле, а затем отправиться в Себу для принесения присяги. Впервые президент Филиппин принял присяга за пределами острова Лусон. Себу стал местом инаугурации в знак благодарности жителям его одноимённой провинции, где Арройо набрала наибольшее количество голосов на президентских выборах 2004 года против своего оппонента Фернандо По-младшего.

## Церемония

#### Инаугурационная речь
Около 7:45 утра по местному время (UTC +8) президент Глория Макапагал-Арройо прибыла на Трибуну Квирино в Манилу. Церемония началась с пения Сарой Джеронимо гимна Филиппин, за которым последовала экуменическая молитва. Затем исполнительный секретарь Альберто Ромуло представил Макапагал-Арройо и произнёс речь, которая длилась 20 минут. После этого вступительная тема «Пилипинас, Тайо На» (таг. Pilipinas, Tayo Na) была спета Марком Баутистой и Джолиной Магдангал.

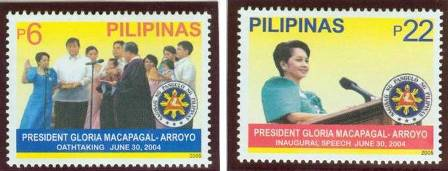
Марки 2005 года, посвящённые инаугурации Глории Макапагал-Арройро

В инаугурационной речи Глория Макапагал-Арройо пообещала создать до 10 миллионов рабочих мест в следующие 6 лет, сбалансировать бюджет, улучшить сбор налогов, обеспечить бедных дешёвыми лекарствами и объединить нацию, которая ещё не совсем успокоилась с тех пор, как почти два десятилетия назад свергла Фердинанда Маркоса:
Наша нация должна принять видение экономических возможностей, социальной сплочённости и неизменной демократической веры.
Затем Макапагал-Арройо и избранный вице-президент Ноли де Кастро вылетели в Себу на церемонию принесения присяги.

#### Присяга
Ещё до полудня Арройо прибыла в Капитолий провинции Себу. Церемония началась с пения государственного гимна Филиппин в исполнении Норы Онор, после чего последовала экуменическая молитва. После этого избранный вице-президент Ноли де Кастро за несколько минут до Арройо принёс присягу, чтобы обеспечить конституционную линию преемственности. Ровно в 12:00 главный судья Иларио Давиде-младший принёс Арройо присягу.

## После инаугурации
Президент направилась в отель Shangri-La Mactan на «винный приём» (фр. vin d'honneur). Затем она отправилась в столичный собор Себу на мессу под председательством архиепископа Рикардо Хамина Видаля.
На следующий день Арройо провела первое заседание Кабинета министров в городе Бутуан на острове Минданао.